# Györfi László
Györfi László (Hercegfalva, [ma: Mezőfalva], 1947. július 6. –) Széchenyi-díjas matematikus, informatikus, egyetemi tanár, a Magyar Tudományos Akadémia rendes tagja. Kutatási területe a műszaki matematika, a sztochasztikus approximáció, a matematikai statisztika és a nemparaméteres függvénybecslés.

## Életpályája
1965-ben érettségizett a székesfehérvári József Attila Gimnáziumban, majd felvették az Eötvös Loránd Tudományegyetem Természettudományi Karának matematika–fizika szakára. Itt szerzett középiskolai tanári diplomát 1970-ben. Ennek megszerzése után a Távközlési Kutatóintézet (Táki) tudományos segédmunkatársa, később munkatársa lett. 1974-ben védte meg egyetemi doktori disszertációját. Egy évvel később az MTA és a Budapesti Műszaki Egyetem (BME, 2000-től Budapesti Műszaki és Gazdaságtudományi Egyetem) Informatikai és Elektronikai Kutatócsoportjához került tudományos munkatársi beosztásban. Később tudományos főmunkatárssá léptették elő. 1990-ben a kutatócsoporttól átment az egyetem Villamosmérnöki és Informatikai Karának számítástudományi és információelméleti tanszékére, megkapva egyetemi tanári kinevezését. 1995-ben egyetemi tanári állása mellett átvette a kutatócsoport vezetését. 1999 és 2002 között Széchenyi professzori ösztöndíjjal kutatott. Számos külföldi intézményben volt vendégkutató, illetve -professzor: CISM (Udine, 1971–1979, 1990), Matematikai Kutatóintézet (Oberwolfach, Baden-Württemberg, 1979–1990, 2000), Leuveni Katolikus Egyetem (1987–1998), valamint számos francia, német és spanyol egyetemen.
1978-ban védte meg a matematikai tudomány kandidátusi, 1988-ban akadémiai doktori értekezését. Az MTA Távközlési Rendszerek Bizottságának lett tagja. 1995-ben megválasztották a Magyar Tudományos Akadémia levelező, 2001-ben pedig rendes tagjává. Az akadémia Matematikai Tudományok Osztálya tanácskozási jogú tagja (Györfi a Műszaki Tudományok Osztálya tagja). Akadémiai tisztségein túl a Villamos- és Elektronikai Mérnökök Intézete és a Matematikai Statisztikai Intézet tagja. Emellett több éven át a Magyar Akkreditációs Bizottság Informatikai Szakbizottságának elnöke volt.

## Munkássága
Fő kutatási területe a műszaki matematika, a sztochasztikus approximáció, a matematikai statisztika és a nemparaméteres függvénybecslés.
Jelentős munkássága a többszörös hozzáférésű csatornák kódolása területén. Emellett új összefüggéseket tárt fel az univerzális döntési módszerek kérdéskörében, amelyek az informatika és a távközlés területén a modern alakfelismerési, adattömörítési irányzatai szempontjában kiemelkedően fontosak. Eredményei kibővítették a műszaki területen alkalmazható informatikai eljárások lehetőségeit.
Több mint száz tudományos publikáció szerzője vagy társszerzője, ebből négy könyv és két könyvfejezet. Közleményeit elsősorban angol és magyar nyelven adja közre.

## Díjai, elismerései
- Farkas Gyula-emlékdíj (1975)
- Pollák–Virág-díj (1990)
- Jacob Wolfowitz-díj (1997)
- Széchenyi-díj (megosztva, 2000)
- A Magyar Köztársasági Érdemrend középkeresztje (2009)

## Főbb publikációi
- Rate of Convergence of Nearest Neighbor Rules (1978)
- Stochastic Approximation from Ergodic Sample for Linear Regression (1980)
- Strong Consistent Density Estimate from Ergodic Sample (1981)
- Nonparametric Density Estimation: the L1 View (Luc Devroyejal, 1985)
- Strong Consistency and Rates for Recursive Probability Density Estimators of Stationary-Processes (társszerző, 1987)
- Nonparametric Curve Estimation from Time Series (társszerző, 1989)
- Distribution Estimation Consistent in Total Variation and in 2 Types of Information Divergence (társszerző, 1992)
- Constructions of Binary Constant-weight Cyclic Codes and Cyclically Permutable Codes (társszerző, 1992)
- On the Strong Universal Consistency of Nearest-neighbor Regression Function Estimates (társszerző, 1994)
- Mennyire ismerhető meg egy valószínűségi törvény megfigyelt adatokból? (1996)
- A Probabilistic Theory of Pattern Recognition (Luc Devroyejal és Lugosi Gáborral, 1996)
- Nonparametric Inference for Ergodic, Stationary Time Series (társszerző, 1996)
- Nonparametric Entropy Estimation: An Overview (társszerző, 1997)
- Információ- és kódelmélet (társszerző, 2000)
- Új eljárás előrejelzések konstruálására (2001)
- A Distribution-Free Theory of Nonparametric Regression (társszerző, 2002)
- Principles of Nonparametric Learning (szerk., 2002)
- Multiple Access Channels: Theory and Practice (társszerk., 2007)
- Algorithmic Learning Theory (társszerző, 2008)